# مطياف الإلكترونات
مطياف الإلكترونات (بالإنجليزية: Electron Spectrometer)‏ في الفيزياء هو جهاز يكشف الإلكترونات حسب سرعتها وبالتالي يعين طاقة حركتها. ويستخدم لهذا الغرض خاصية انحراف الجسيمات المشحون المتحركة عند تسليط مجال مغناطيسي عليها. فعند تحرك إلكترون في خط مستقيم ثم يسلط عليه مجالا مغناطيسيا، نجد أن الإلكترون ينحرف عن مساره المستقيم ويتقدم في مسار منحني، ويستوي مساره عموديا على خطوط المجال المغناطيسي المسلط عليه.
عندما يتحرك إلكترون في مسار مستقيم ويسلط عليه مجالا مغناطيسيا شديدا فقد ينحني مسار الإلكترون بحيث يصبح مساره دائريا. وإذا زادت سرعة الإلكترون فإن دائرة مسارة تتسع، أي أن نصف قطر أنحناء المسيزيد بزيادة سرعة الإلكترون.

## المطياف
وظيفة المطياف هي تعيين سرعة الإلكترون وذلك باستخدام مجال مغناطيسي تكون خطوطه عمودية على مسار الإلكترون. عندئذ يتحرك الإلكترون في مسار منحنى، ويكون مستوي المسار المنحني عموديا على خطوط المجال المغناطيسي. ويمكن تعيين سرعة الإلكترون بواسطة قياس نصف قطر مساره. ويناسب نصف قطر انحناء مسار الإلكترون تناسبا طرديا مع سرعتة.

يبين الشكل مطيافية الكتلة ، وهو يوضح مقدرة المجال المغناطيسي على فصل الجسيمات بحسب كتلتها ، وبالمثل يفصلها بحسب سرعاتها عندما تكون متساوية الكتلة مثل الأكترونات.

كما نستطيع تعيين طاقة الإلكترون عن طريق معرفتنا لسرعته، طبقا للعلاقة :
{\displaystyle E={\frac {1}{2}}mv^{2}}
حيث:
m كتلة الإلكترون بالكيلوجرام
v سرعة الإلكترون متر في الثانية
والفرق بين تسليط مجال مغناطيسي على الإلكترون ومجال كهربائي أن المجال المغناطيسي يعمل على انحراف مسار الإلكترون في اتجاه عمودي على حطوط المجال المغناطيسي وفي نفس الوقت يحافط على سرعته، بينما المجال الكهربائي يجعل الإلكترون يسير موازيا لخطوطه ويعمل على تعجيل سرعة الإلكترون.

- هذه الظاهرة تختص بجميع الجسيمات المشحونة مثل الإلكترون والبروتون وجسيمات ألفا.

## استخداماته
يستخدم مطياف الإلكترون في عديد من الأجهزة مثل معجلات الجسيمات وفي الميكروسكوب الإلكتروني وفي الأقمار الصناعية المستخدمة في علم الفلك.
ويستحدم مطياف المجال الكهربي الثابت للحفاظ على العزم المغزلي للإلكترونات تمهيدا لتحليله.